# Quick Cola
Quick Cola ist eine deutsche Colamarke, die in der DDR erfunden und patentrechtlich geschützt wurde. Das Getränk wurde in der DDR von verschiedenen Betrieben abgefüllt und vertrieben.

## Das Produkt
Quick Cola war in der DDR beliebt, die Rezeptur wurde mehrfach ausgezeichnet. Dieser DDR-Cola-Klassiker enthält eine spezielle Kräutermischung. 
Nachdem die Produktion mit der Wende eingestellt worden war, übernahm die Firma Duphorn & Franke in Calbe (Saale) im Salzlandkreis die Rechte an der Marke und produziert bis heute diese Cola. Die Flaschen und auch das Etikett sind nicht mehr original.